# Карел Кашпар
Карел Кашпар (чеськ. Karel Kašpar; 16 травня 1870, Міроша, Австро-Угорщина — 21 квітня 1941, Прага, Протекторат Богемії і Моравії) — чехословацький кардинал. Титулярний єпископ Бетсаіди і допоміжний єпископ Градец-Кралове з 8 березня 1920 по 13 червня 1921. Єпископ Градец-Кралове з 13 червня 1921 по 22 жовтня 1931. Архієпископ Праги з 22 жовтня 1931 по 21 квітня 1941. Кардинал-священик з 16 грудня 1935 з титулом церкви Ss. Vitale, Valeria, Gervasio e Protasio з 19 грудня 1935.
Похований в соборі Святого Віта, в Празі.